# Милдред Пирс (фильм)
«Милдред Пирс» (англ. Mildred Pierce) — американский фильм-нуар, снятый в 1945 году режиссёром Майклом Кёртисом. Сценарий Рэнальда Макдугалла, Уильяма Фолкнера и Кэтрин Тёрни основан на одноимённом романе Джеймса Кейна, вышедшем в 1941 году. Эта лента принесла долгожданный «Оскар» голливудской кинодиве Джоан Кроуфорд. В 1996 году Библиотека Конгресса включила «Милдред Пирс» в Национальный реестр фильмов.

## Сюжет
В отличие от романа, где повествование ведётся от третьего лица в хронологическом порядке, в фильме используется закадровое изложение от лица главной героини. История основана на допросе полицией самой Милдред Пирс после обнаружения тела её второго мужа Монти Берагона.
Фильм, следуя классической манере стиля нуар, открывается сценой убийства Берагона. Перед смертью он успевает прошептать имя «Милдред». Когда об этом становится известно, подозрение полицейских падает на владелицу сети ресторанов Милдред Пирс. На допросе обвиняемая сознаётся в убийстве. Далее Милдред рассказывает историю своей жизни, отражаемую на экране чередой флэшбэков.
Домохозяйка Милдред несчастлива в браке с Бертом Пирсом, потерявшим работу. Бывший партнёр Берта по торговле недвижимостью, Уолли Фэй, делает предложение Милдред, узнав, что она собралась разводиться с Бертом. У Милдред остаются две дочери: 16-летняя Веда, чванливая карьеристка и честолюбивая пианистка, и 10-летняя Кей, увлекающаяся мальчишескими играми.
Чтобы обеспечить Веду, надменно ставящую себя выше остальных и требующую красивой жизни, Милдред в конце концов устраивается на должность официантки в местный ресторан. Когда со временем Веда узнаёт об этом, она приходит в ярость оттого, что её мать занята такой «низкой» работой.
Кей вскоре подхватывает пневмонию и умирает. Милдред, с помощью Уолли Фэя сумевшая открыть наконец своё дело, уходит в него с головой, чтобы хоть как-то отвлечься от своего горя. Со временем её дело превращается в довольно успешную сеть ресторанов под названием «Mildred’s», находящихся в Южной Калифорнии.
Милдред продолжает уделять большое внимание Веде и потакать всем её прихотям, но последняя всё равно злится на мать из-за её профессии и их «низкого» социального статуса. В итоге героиня вступает в брак без любви с бывшим богачом Монти Берагоном, чтобы тем самым поднять свой статус и престиж и угодить этим своей дочери. Сам же Берагон ведёт жизнь плэйбоя, находящегося на содержании Милдред, а через некоторое время последняя и вовсе теряет свой бизнес из-за совместных махинаций Монти и жадной Веды.
Когда повествование возвращается в тот самый пляжный домик, где произошло убийство Монти, становится ясно, кто был исполнителем. Веда, разозлившаяся на своего сообщника, стреляет в него.

## Анализ
Милдред Пирс не является обычным фильмом-нуар: здесь любовь, овладевающая главным героем и тянущая его ко дну, по самой своей природе не имеет сексуального подтекста. Героиня, готовая принести себя в жертву ради любимого человека, больше походит на персонажа женских мелодрам, а не на роковую женщину. Тем не менее, нуаровая составляющая доминирует и в режиссуре Майкла Кёртиса, и в операторской работе Эрнеста Хэллера (предпочитающего сильное затемнение), и в жёсткой, неистовой, зачастую пессимистичной музыке Макса Штайнера.

## В ролях
| Актёр          | Роль                  |
| -------------- | --------------------- |
| Джоан Кроуфорд | Милдред Пирс          |
| Джек Карсон    | Уолли Фэй             |
| Закари Скотт   | Монти Берагон         |
| Ив Арден       | Ида Корвин            |
| Энн Блит       | Веда Пирс             |
| Брюс Беннетт   | Берт Пирс             |
| Ли Патрик      | миссис Мэгги Бидерхоф |
| Джо Энн Марлоу | Кей Пирс              |
| Морони Олсен   | инспектор Питерсон    |
| Веда Энн Борг  | Мириам Эллис          |
| Анжела Грин    | эпизод                |

## Награды и номинации
| Год  | Премия                              | Категория                         | Имя               | Результат |
| ---- | ----------------------------------- | --------------------------------- | ----------------- | --------- |
| 1945 | Национальный совет кинокритиков США | Лучшая актриса                    | Джоан Кроуфорд    | Победа    |
| 1946 | Оскар                               | Лучшая женская роль               | Джоан Кроуфорд    | Победа    |
| 1946 | Оскар                               | Лучшая женская роль второго плана | Ив Арден          | Номинация |
| 1946 | Оскар                               | Лучшая женская роль второго плана | Энн Блит          | Номинация |
| 1946 | Оскар                               | Лучшая операторская работа        | Эрнест Хэллер     | Номинация |
| 1946 | Оскар                               | Лучший фильм года                 | Warner Bros.      | Номинация |
| 1946 | Оскар                               | Лучший сценарий-адаптация         | Рэнальд Макдугалл | Номинация |